# Джон Ферфакс
Джон Ферфакс (англ. John Fairfax; 21 травня 1937 — 8 лютого 2012) — британський веслувальник і мандрівник, який у 1969 першим здійснив перехід на веслах через Атлантичний океан.
Джон Ферфакс родився у 1937 році в Італії, його батько був англійцем, мати болгаркою.
Ферфакс прославився в 1969 році, коли став першою людиною, хто поодинці переплив Атлантичний океан на весловому човні. На судні «Британія» довжиною 6,7 метра Ферфакс пройшов шлях завдовжки в 8045 кілометрів, стартувавши 20 січня 1969 з Канарських островів і завершивши подорож у Форт-Лодердейл у Флориди 19 липня 1969 року. У загальній складності Ферфакс провів в океані 180 діб. Під час подорожі він зазнав нападу акул, а також переніс кілька штормів.
Ферфакс недовго вважався єдиним мандрівником, що наодинці на веслах перейшов Атлантику. Уже в 1969 році досягнення Ферфакса повторив його співвітчизник Том Маклін. Правда, він переплив Атлантику з заходу на схід, стартувавши від канадського острова Ньюфаундленд і закінчивши біля берегів Ірландії. А першою жінкою, котра на веслах перейшла океан, стала Торі Мерден із США. Вона перетнула Атлантику в 1999 році.
У 1972 році Ферфакс і його подруга Сильвія Кук стали першими людьми, які перетнули на веслах Тихий океан. На судні «Британія-2» довжиною 10,7 метрів вийшли 26 квітня 1971 з Сан-Франциско, фінішував на острові Гаутмен, Австралія, 22 квітня 1972. Час у дорозі склав 362 дня, і у загалом Ферфакс і Кук пропливли 12,9 тисячі кілометрів.
Про ці подорожі Ферфакс написав книги, які були опубліковані в 1970-х роках. Згодом Ферфакс здійснив ряд інших подорожей, в числі яких похід в джунглі Амазонки.
Джон Ферфакс помер 8 лютого 2012 у віці 74 років у власному будинку в місті Гендерсон, штат Невада.
З 1997 року проводяться змагання Atlantic Rowing Race, учасники яких мають на веслах пройти по маршруту, подібному з маршрутом Ферфакса, — від Канарських островів до островів у Карибському морі.